# Râul Coșava Mare
Râul Coșava Mare este unul din cele două brațe care formează râul Coșava. 